# ナマケモノ
ナマケモノ（樹懶）は、哺乳綱有毛目ナマケモノ亜目（Folivora）の総称。ミユビナマケモノ科とフタユビナマケモノ科が現生し、他にいくつかの絶滅科がある。分類群としては、別名食葉亜目。

## 概要

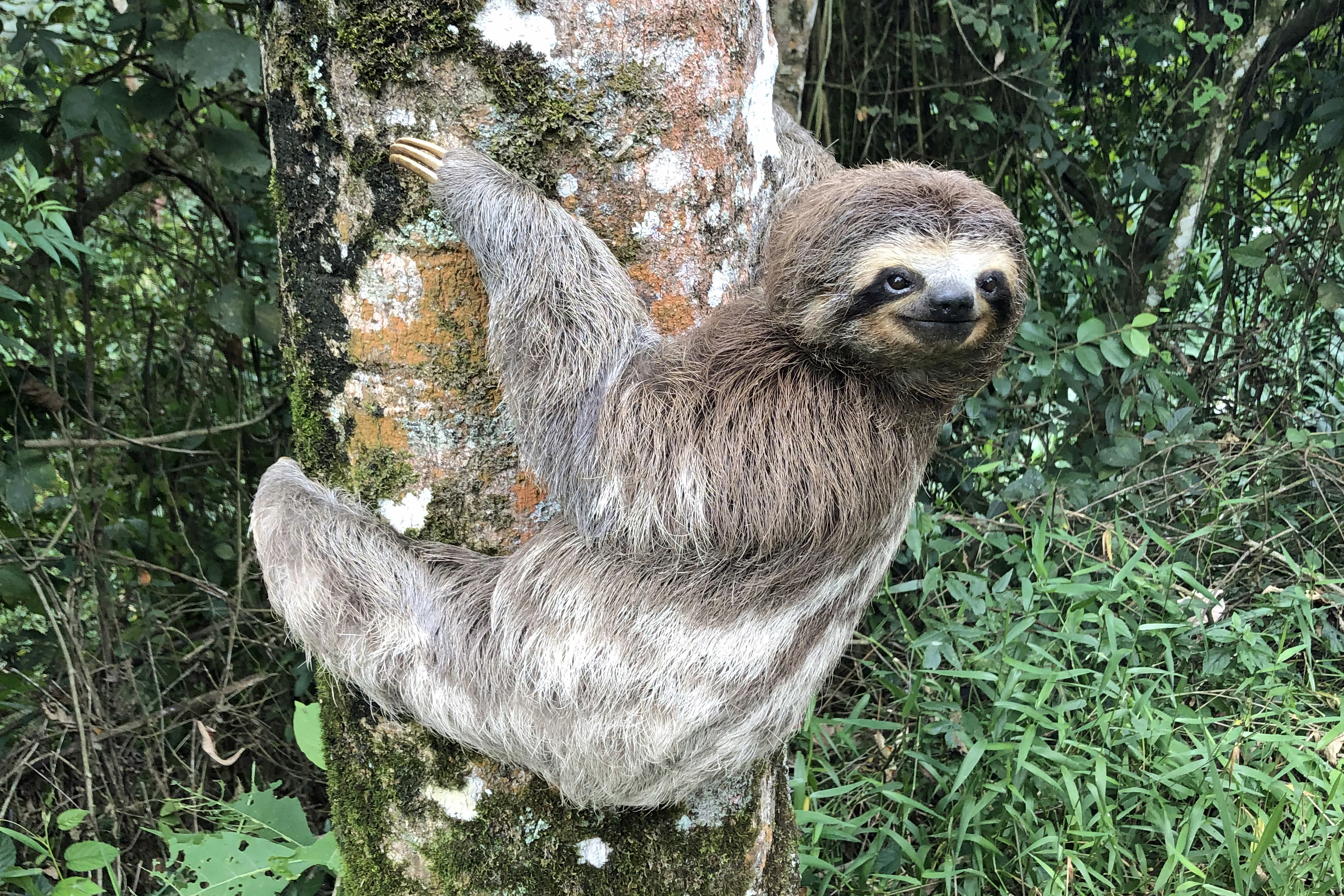
木にしがみついているナマケモノ

名前・身体
そのゆっくりとした動作から「怠け者」という呼び名がついた。英語名の Sloth も同じく、怠惰やものぐさを意味する。体長は約41-74センチメートル。四肢は長く、前肢のほうが後肢より長く発達している。長い鉤爪を持ち、これを木の枝に引っ掛けてぶら下がっている。
生態
南アメリカ、中央アメリカの熱帯林に生息する。生涯のほとんどを樹にぶら下がって過ごす。食事や睡眠から交尾、出産までも樹にぶら下がったままで行う。主食は葉や新芽など。また自毛に生えた苔も食用とする。週に1回程度、樹上から降り、地上で排便、排尿を行う。
地上に降りて排泄を行うのは、ナマケモノの被毛の中に棲むナマケモノガと呼ばれるメイガ科クリプトセス属の蛾が排泄物を産卵場所かつ幼虫の餌として利用しやすいようにするためで、ナマケモノガはその見返りとしてナマケモノの被毛に食料となる苔が生えやすいように環境を整える相利共生関係にある可能性が高い、との研究結果がウィスコンシン大学マディソン校の生物学者ジョナサン・パウリにより発表されている。
擬態
日中は頭を前脚の間に入れ、枝に張り付くようにして丸くなって眠るため、遠目には樹の一部のように見える。これがジャガー、ピューマなどの捕食者から身を守る擬態となっている。また、年齢を重ねた個体の被毛には藻類が生えることもあり、これも樹皮への擬態の一部となる。
捕食者
機敏に動くことができない上、非社会性動物であることから、オウギワシには簡単に捕食されてしまう。パナマのバロ・コロラド島での観察では、オウギワシの獲物の内、重量にして50%以上がナマケモノであった。
泳ぎ
地上での動作は遅いが、泳ぎは上手である。生息地のアマゾン近辺で雨季に起きる洪水を生き延びるためである。
食事
非常に少食であり、1日に10gほどの植物を摂取する。前述のように動きが遅いことや、現生哺乳類では珍しい変温動物であることから。このことや基礎代謝量が非常に低く代謝量が非常に少なく、少食でも生命活動を維持できる。よく似た生態・体重だが恒温動物であるコアラが１日当たり500g以上の植物を摂取するのに比べても、ナマケモノは非常に少食である。16世紀にナマケモノがヨーロッパに初めて紹介された当初は、餌を全く摂らず、風から栄養を摂取する動物だと考えられていた。
人間との関係
非常にストレスに弱い上に変温動物である性質上、温度変化に非常に敏感で、飼育環境を高温多湿に保つ必要があるため、一般家庭で飼育することは困難。
絶滅した近縁種 地上性ナマケモノ
約200万年前から1万年前にかけての更新世の南アメリカにはエレモテリウムやグロッソテリウムといった地上性の巨大ナマケモノが生息しており、特にメガテリウムは体長6-8メートル、体重は約3トンにも及ぶ。他にパタゴニアに生息していたミロドンはおよそ一万年前まで生息していた。

## 分類

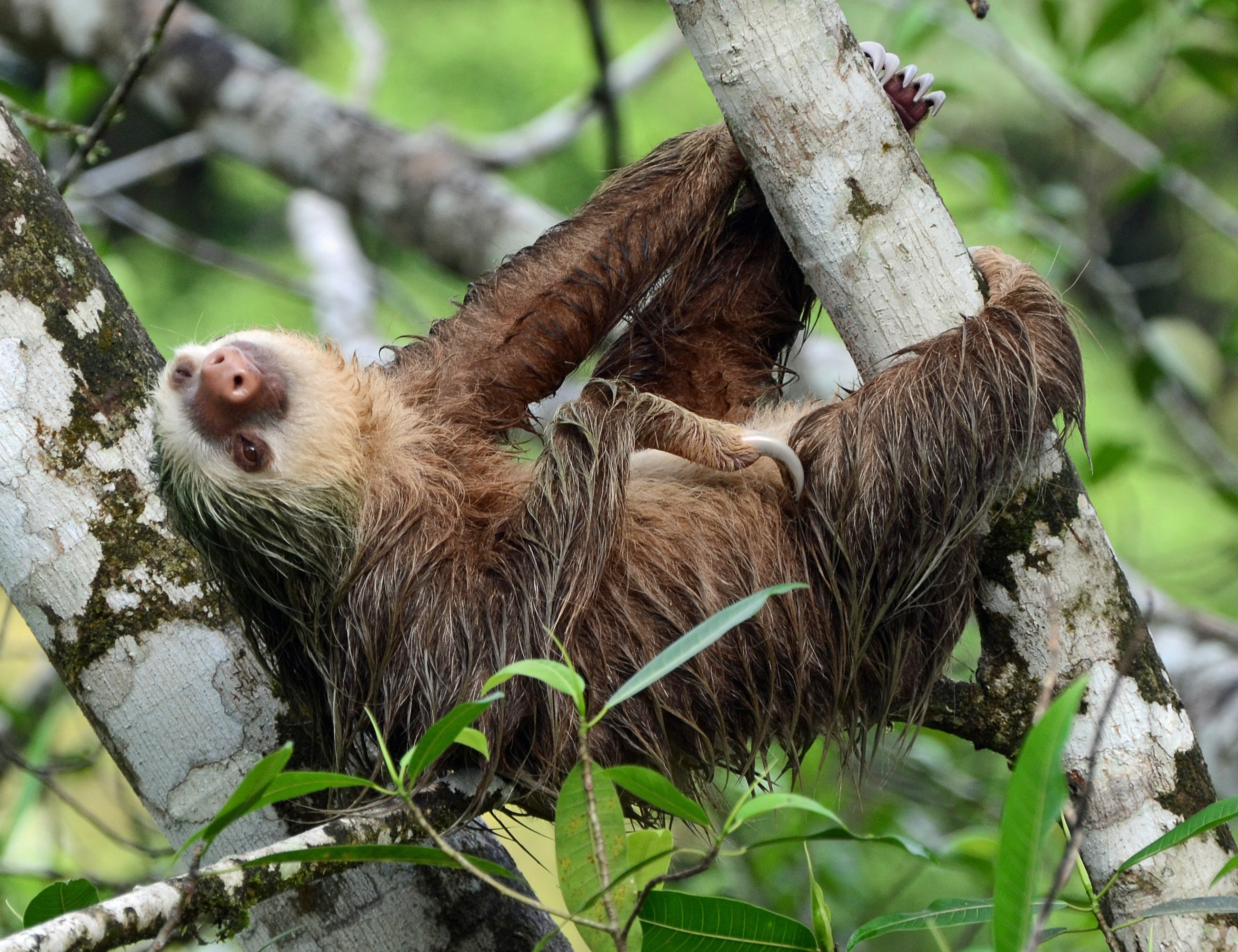
上を向いているナマケモノ

以前は分類名を食葉亜目Phyllophagaなどとすることもあったが、「Phyllophaga」や「Tardigrada」は前口動物で使用されていたため、2001年に置換名としてFolivora（「葉食」の意で、Phyllophagaと同義）が提唱された。
現生ナマケモノはミユビナマケモノ科とフタユビナマケモノ科の2科に分類され、以下の6種がいる。和名は川田ら (2018) に、英名はGardner (2005) に従う。双方の科の生息域は重なっていることが多いが、同属の種間では同所的に分布しない。
- ミユビナマケモノ科 Bradypodidae - 前後両足の指が3本であり、小さな尾をもつ。通常哺乳類の頸椎は7個であるが、ミユビナマケモノ科の頸椎は9個ある。首を270度回転させることができるため、体を動かさずに周りの葉を食べることができる。体長50-60センチメートル。中央・南アメリカの森林地帯に生息している。長く太い鉤爪を持ち、セクロピアの木の葉などを食べる。
  - Bradypus pygmaeus ヒメミユビナマケモノ Pygmy three-toed sloth
  - Bradypus torquatus タテガミナマケモノ Maned sloth
  - Bradypus tridactylus ノドジロミユビナマケモノ Pale-throated sloth
  - Bradypus variegatus ノドチャミユビナマケモノ Brown-throated sloth
- フタユビナマケモノ科 Megalonychidae - 前足の指が2本、後足の指が3本であり、尾は全くないか、わずかな痕跡があるのみである。頸椎はホフマンナマケモノで6個、フタユビナマケモノで7個である。双方を外見で判別することは困難であり、しばしば、X線撮影で頸椎の数を調べることで判別している。ミユビナマケモノ科に比べ、気性が荒く動作もすばやい。体長60-64センチメートル。中央・南アメリカの森林地帯に生息する。鋭い鉤爪を使い木の葉や木の実を食べる。地上には滅多に下りない。
  - Choloepus didactylus フタユビナマケモノ Linnaeus's two-toed sloth
  - Choloepus hoffmanni ホフマンナマケモノ Hoffmann's two-toed sloth

形態に基づく分類体系では、ナマケモノ類はミロドン下目Mylodontaとメガテリウム下目Megatheriaに大別され、現生科はメガテリウム下目に含まれるとされていた。上述するようにフタユビナマケモノ属は絶滅したメガロニクスを模式属とするMegalonychidae科に分類されていた。以下の分類は、McKenna & Bell (1997) に従う。
- （下目所属不明 incertae sedis）
  - Diellipsodon†
  - Amphiocnus†
  - Pseudoglyptodon†
  - Rathymotheriidae†
- ミロドン下目 Mylodonta†
  - ミロドン上科 Mylodontoidea†
    - Pseudoprepotherium†
    - Scelidotheriidae†
    - ミロドン科 Mylodontidae†

  - （上科）Orophodontoidea†
    - Orophodontidae†
- メガテリウム下目 Megatheria
  - （上科）Megatherioidea
    - メガテリウム科 Megatheriidae†
    - フタユビナマケモノ科 Megalonychidae

  - （上科）Bradypodoidea
    - ミユビナマケモノ科 Bradypodidae

一方で、2019年にはミトコンドリアDNAとコラーゲン配列を利用した系統解析からフタユビナマケモノ属をメガロニクス属ではなくミロドン科の姉妹群とする説が提唱されている。以下の分類は、Presslee et al. (2019) に従う。上科・科和名は定義の変更されたMegalonychidae科を除いて遠藤・佐々木 (2001) に従った。
- （上科なし）
  - Megalocnidae† - Megalocnus、Neocnus、Parocnus、Acratocnus
- （上科）Megatherioidea
  - Nothrotheriidae† - ノスロテリオプス属 Nothrotheriops
  - メガテリウム科 Megatheriidae† - メガテリウム属 Megatherium
  - Megalonychidae† - メガロニクス属 Megalonyx
  - ミユビナマケモノ科 Bradypodidae - ミユビナマケモノ属 Bradypus
- ミロドン上科 Mylodontoidea
  - Scelidotheriidae† - スケリドテリウム属 Scelidotherium、Scelidodon
  - Choloepodidae - フタユビナマケモノ属 Choloepus
  - ミロドン科 Mylodontidae† - ミロドン属 Mylodon、グロッソテリウム属 Glossotherium、Paramylodon、Lestodon